# Neverwhere (romance)
Neverwhere, do autor Neil Gaiman, é o romance que acompanha a série de televisão com o mesmo nome transmitida pela BBC Two em 1996.
O livro foi lançado em Portugal em 2005 pela Editorial Presença com o título Neverwhere: Na Terra do Nada e no Brasil pela editora Conrad com o título Lugar Nenhum.
A ação de Neverwhere desenrola-se num mundo fictício chamado Londres de Baixo que fica, tal como o título indica, na parte subterrânea da cidade de Londres e usa muitos dos seus nomes de locais mais icônicos como palco de certos acontecimentos e até para criar certas personagens.
O enredo e as personagens são as mesmas da série de televisão, mas o formato do romance permitiu a Neil Gaiman expandir e trabalhar mais em certos elementos da história, assim como voltar a algumas das suas ideias originais que foram alteradas por terceiros na série de televisão. A diferença mais perceptível no romance é a mudança da localização do Floating Market: no livro este ocorre no Harrods, enquanto que na série da BBC o mesmo ocorre na central termolétrica de Battersea. Na série de TV a localização teve de ser alterada uma vez que os gerentes do Harrods mudaram de ideias e não aceitaram que se filmasse naquele espaço. O romance foi lançado na sua forma original pela BBC Books em 1996, quando já tinham sido transmitidos três episódios da série. Foram ainda lançados um CD e uma cassete que continham a leitura do livro. O romance teve muito sucesso, ao contrário da série de televisão que não teve tanta divulgação a nível internacional. Para além de ter sido traduzido em várias línguas, o livro voltou a ser publicado numa versão divulgada como a preferida do autor Neil Gaiman (esta consiste numa junção das versões internacionais e do texto original em Inglês e contém cenas adicionais que o autor tinha retirado da primeira versão).

## História
Neverwhere conta a história de Richard Mayhew e das suas aventuras por uma Londres obscura. No início do livro, Richard é um jovem homem de negócios escocês que vive em Londres há dois anos e está noivo de Jessica. Uma noite, quando vão a caminho de um jantar com o chefe bastante conhecido e importante de Jessica, esta e Richard encontram uma garota fraca e ferida que parece ter surgido do nada. Apesar dos protestos de Jessica, Richard decide cuidar da moça, que se chama Door, e levá-la para sua casa, em vez de ir ao jantar.
Na manhã seguinte, Door encontra-se bastante recuperada e pede a Richard para encontrar o Marquês de Carabas, um homem que poderá ajudá-la e fugir de dois assassinos que parecem ser tudo menos humanos: Croup e Vandemar. Richard encontra o Marquês e levá-lo para o seu apartamento para se encontrar com Door, mas os dois desaparecem quase de imediato. Pouco tempo depois, Richard começa a aperceber-se de todas as pessoas que o conhecem deixam de o ver e até o seu apartamento é alugado enquanto ele ainda vive lá.
Determinado a corrigir as coisas, Richard parte para o mundo de Londres de Baixo à procura de Door. Aí, Richard encontra todo o tipo de criaturas e personagens perigosas e caricatas que nunca pensou existirem na parte subterrânea de Londres.

## Adaptações e sequências
Neil Gaiman já afirmou que é possível que escreva uma sequência para este livro. Na sua coletânea de contos, Fragile Things, Neil afirmou na altura já ter escrito metade de um conto intitulado How the Marquis Got His Coat Back. Esse conto acabou por ser publicado em 2014 na coletânea Rogues, editada por George R. R. Martin.
Neil afirmou ainda que, se escrever uma continuação, esta poderá não ter lugar em Londres, mas antes em Nova Iorque, Tóquio ou qualquer outra cidade. Na secção de perguntas frequentes do seu site oficial, Neil afirma que pode escrever um romance completo que sirva de continuação a Neverwhere e que, a acontecer, o mais provável é que se intitule The Seven Sisters. Para além de ter afirmado a certa altura: "Não me parece que seja o próximo livro que vá escrever", não existe nenhuma indicação de quando o romance possa estar pronto.
Em junho de 2005, foi lançada uma série limitada de banda-desenhada baseada no romance. Escrita por Mike Carey e com ilustrações de Glenn Fabry, a banda-desenhada inspira-se mais no romance do que na série de televisão original.
Em abril de 2010, o romance foi adaptado para uma peça de teatro apresentada no Lifeline Theatre em Chicago. A peça foi adaptada e encenada por Paul S. Holmquist e foi um sucesso comercial e junto da crítica.
Entre 16 e 22 de março de 2013, a BBC Radio 4 transmitiu uma adaptação de 6 episódios para a rádio do romance com um elenco de estrelas bem conhecidas do público que incluem: Natalie Dormer no papel de Door, James McAvoy no papel de Richard Mayhew, David Harewood no papel de Marquês de Carabas e Benedict Cumberbatch no papel de Anjo Islington, entre outros. Esta adaptação foi muito bem recebida pela crítica e o próprio Neil Gaiman mostrou-se fã da mesma, afirmando que tinham escolhido o elenco perfeito e que não o mudaria caso alguém quisesse adaptar o romance ao cinema.
Em setembro de 2015, foi anunciado que Francis Lawrence, o realizador de 3 dos filmes da série The Hunger Games, estava a trabalhar numa nova adaptação à televisão de Neverwhere.